# Apophylia thalassina
Apophylia thalassina là một loài bọ cánh cứng trong họ Chrysomelidae. Loài này được Faldermann miêu tả khoa học năm 1835.